# Piper lateovatum
Piper lateovatum är en pepparväxtart som beskrevs av William Trelease. Piper lateovatum ingår i släktet Piper och familjen pepparväxter. Inga underarter finns listade i Catalogue of Life.